# Psammoecus pallidipennis
Psammoecus pallidipennis là một loài bọ cánh cứng trong họ Silvanidae. Loài này được Blackburn miêu tả khoa học năm 1885.